# حوليات عام 813
تاريخ عام 813 أو سجلات عام 813 هو تاريخ سرياني مجهول المصدر يغطي الفترة من 754 حتى 813.
توجد نسخة واحدة فقط من السجل في أربع صفحات متضررة جزئيًا من المخطوطة في المتحف البريطاني، ورقمها (MS 14642)، حيث تأتي مباشرة بعد سجل سرياني مجهول آخر، سجل عام 846 . هذه النسخة تعود إلى القرن العاشر أو الحادي عشر، وذات خط رديء. وقد كُتب هذا الكتاب بخط سرياني متصل، وربما لم يكن مرتبطًا في الأصل بالسجل الآخر، الذي نُسخ بالأبجدية السريانية. وهي أيضًا مخطوطة طرس قديمة، مكتوبة فوق سلسلة مخطوطات [الإنجليزية] يونانية الممحية. هذه العوامل تجعل فك رموز النص صعبًا للغاية في بعض الأماكن.
تبدأ الأحداث كما هي الآن (النسخة المدروسة) بوفاة البطريرك السرياني الأرثوذكسي [الإنجليزية] إيفانيس الأول [الإنجليزية] في تشرين الأول 754. آخر إدخال للسنة كان عام 811، لكن الحدث الأخير المسجل هو وفاة الخليفة العباسي الأمين في أيلول 813. ويسجل أيضًا طول فترة حكم الإمبراطور البيزنطي ميخائيل الأول بالكامل من 811 إلى 813. قُطعَت الجملة الأخيرة، التي تشير إلى حدث وقع في أيار 812. ربما كان يشير إلى كسوف الشمس الكلي الذي حدث في 14 أيار، أو حدث لا نعرف عنه.  قد لا تكون هذه هي النقاط النهائية الأصلية للسجل. من المؤكد تقريبًا أن الأمر بدأ قبل عام 754. ربما نُسخَت إدخالاتها السابقة في مخطوطة مصاحبة فُقدت الآن. من المرجح أن الأمر انتهى في الأصل في عام 813 (مثل النسخة)، ولكن ليس من المستحيل أن يكون قد امتد مرة أخرى بعد ذلك بكثير.
كُتبَت سجلات عام 813 من وجهة نظر ميافيزيين (السريان الأرثوذكس). ولا علاقة له بسجل 846، ولكنه مرتبط بسجل العالم للقرن الثاني عشر لميخائيل السوري، على الرغم من أنه لا يبدو أنه كان مصدرًا له. وبدلًا من ذلك، بالنسبة للفترة التي تغطيها السجلات (754-813)، فإن العملين يعتمدان إلى حد كبير على نفس المصدر. العلاقة بين سجل 813 وسجل ديونيسيوس تل ماهري المفقود، والذي من المعروف أن مايكل استخدمه، غير واضحة لأن ديونيسيوس أكمل عمله في عام 842، بعد فترة طويلة من انتهاء سجل 813 الحالي. هناك تناقض معروف بين سجل عام 813 وسجل ديونيسيوس. يضع الأول وفاة البطريرك المضاد يوحنا الكالينيكوس في السنة السلوقية 1073، بينما يقتبس إيليان النصيبيني [الإنجليزية] من ديونيسيوس وضعها في العام السلوقي 1074.
يحتوي السجل على قليل مما لا يوجد في سفر ميخائيل، ولكن في بعض المناسبات يُقدم المزيد من التفاصيل من أحداث معلومة. وهو أكثر تفصيلاً إلى حد كبير من السجل الموجز لعام 846. تتميز السجلات بتركيز كنسي قوي، على الرغم من أنها تسجل المجاعات والزلازل. وتحتوي على وصف قيم للفوضى التي اجتاحت سوريا بعد وفاة الخليفة هارون الرشيد في عام 809. وتحتوي أيضًا على معلومات مهمة عن نمو المجتمع المسيحي في حران (كارهاي) الوثنية إلى حد كبير. وهو أقدم مصدر يذكر معجزة الخروف المقطوع في تحول أنطونيوس روح.

## ملحوظات
1. 1 2 3 4 5 6 7  Brooks 1900، صفحات 195–196.
2. 1 2  Brooks 1897، صفحة 569.
3. ↑  Brock 1979–80، صفحة 14.
4. ↑  Brooks 1900، صفحة 230.
5. ↑  Brock 1979–80، صفحة 13.
6. 1 2  Papaconstantinou 2012، صفحة 332.
7. ↑  Possekel 2015، صفحات 351–354.

## فهرس
- Brock، Sebastian (1979–80). "Syriac Historical Writing: A Survey of the Main Sources". Journal of the Iraqi Academy (Syriac Corporation). ج. 5: 296–326 [1–30].
- Brooks، E. W. (1897). "A Syriac Chronicle of the Year 846". Zeitschrift der Deutschen Morgenländischen Gesellschaft. ج. 51 ع. 4: 569–588. JSTOR:43362641.
- Brooks، E. W. (1900). "A Syriac Fragment". Zeitschrift der Deutschen Morgenländischen Gesellschaft. ج. 54 ع. 2: 195–230. JSTOR:43366951.
- Papaconstantinou، Arietta (2012). "Saints and Saracens: On Some Miracle Accounts of the Early Arab Period". في Denis Sullivan؛ Elizabeth Fisher؛ Stratis Papaioannou (المحررون). Byzantine Religious Culture: Studies in Honor of Alice-Mary Talbot. Brill. ص. 323–338. DOI:10.1163/9789004226494. ISBN:9789004212442.
- Possekel، Ute (2015). "Christological Debates in Eighth-Century Harran: The Correspondence of Leo of Harran and Eliya". في M. Doerfler؛ E. Fiano؛ K. Smith (المحررون). Syriac Encounters: Papers from the Sixth North American Syriac Symposium, Duke University, 26–29 June 2011. Peeters. ص. 345–366. ISBN:978-90-429-3046-9.